# Himi
Himi (jap. 氷見市, -shi, wörtlich: Eisblick) ist eine Stadt in der Präfektur Toyama in Japan.

## Geographie
Himi liegt nördlich von Takaoka und nordwestlich von Toyama an der Toyama-Bucht des Japanischen Meeres.

## Geschichte
Die Stadt Himi wurde am 1. August 1952 gegründet.

## Verkehr
- Zug:
  - JR Himi-Linie
- Straße:
  - Nationalstraße 160,415

## Söhne und Töchter der Stadt
- Abiko Motoo (Manga-Zeichner)

## Angrenzende Städte und Gemeinden

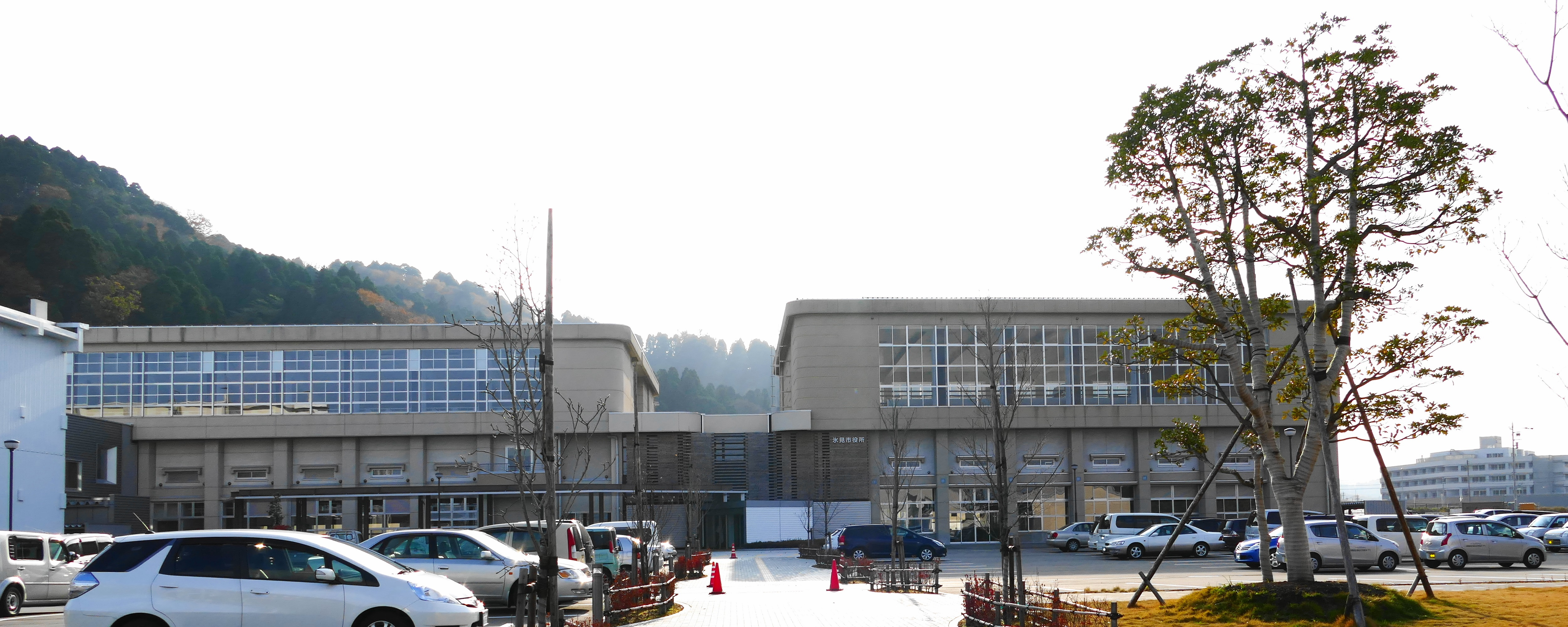
Rathaus

- Präfektur Toyama
  - Takaoka
- Präfektur Ishikawa
  - Nanao
  - Hakui
  - Hōdatsushimizu
  - Nakanoto